# Monja Danischewsky
Monja Danischewsky est un producteur de cinéma et un scénariste britannique né le 28 avril 1911 à Arkhangelsk (Russie) et mort le 16 octobre 1994 à Farnham (Surrey).

## Biographie
Sa famille quitte la Russie en 1919.
Après avoir étudié au Royal College of Art, il commence à travailler comme journaliste avant d'intégrer l'industrie cinématographique comme attaché de presse. En 1938, il rejoint les studios Ealing comme directeur de la publicité, peu après l'arrivée de Michael Balcon à la tête du studio.
En 1948, il passe à la production avec Whisky à gogo ! d'Alexander Mackendrick, qui est un succès au box-office. Il devient alors indépendant, même s'il garde des liens avec les studios Ealing. Son plus grand succès en tant que scénariste sera Topkapi de Jules Dassin.

## Filmographie

### Comme producteur
- 1949 : Whisky à gogo ! (Whisky Galore!) d'Alexander Mackendrick
- 1951 : Le Major galopant (The Galloping Major) d'Henry Cornelius
- 1953 : Meet Mr. Lucifer d'Anthony Pelissier
- 1954 : La Loterie de l'amour (The Love Lottery) de Charles Crichton
- 1960 : La Bataille des sexes (The Battle of the Sexes) de Charles Crichton
- 1962 : Deux plus deux égalent six (en) (Two and Two Make Six) de Freddie Francis
- 1969 : Run Wild, Run Free (en) de Richard C. Sarafian

### Comme scénariste
- 1943 : Agent double (en) (Undercover) de Sergei Nolbandov (en)
- 1950 : Sources amères (en) (Bitter Springs) de Ralph Smart
- 1951 : Le Major galopant (The Galloping Major) d'Henry Cornelius
- 1953 : Meet Mr. Lucifer d'Anthony Pelissier
- 1954 : La Loterie de l'amour (The Love Lottery) de Charles Crichton
- 1958 : Fusées à gogo (Rockets Galore!) de Michael Relph
- 1960 : La Bataille des sexes (The Battle of the Sexes) de Charles Crichton
- 1962 : Deux plus deux égalent six (en) (Two and Two Make Six) de Freddie Francis
- 1964 : Topkapi de Jules Dassin
- 1965 : L'Aventurier du Kenya (Mister Moses) de Ronald Neame
- 1975 : Le Veinard (That Lucky Touch) de Christopher Miles

## Distinctions

### Nominations
- 1965 : Writers Guild of America Award de la meilleure comédie américaine pour Topkapi